# Yussef Etessami

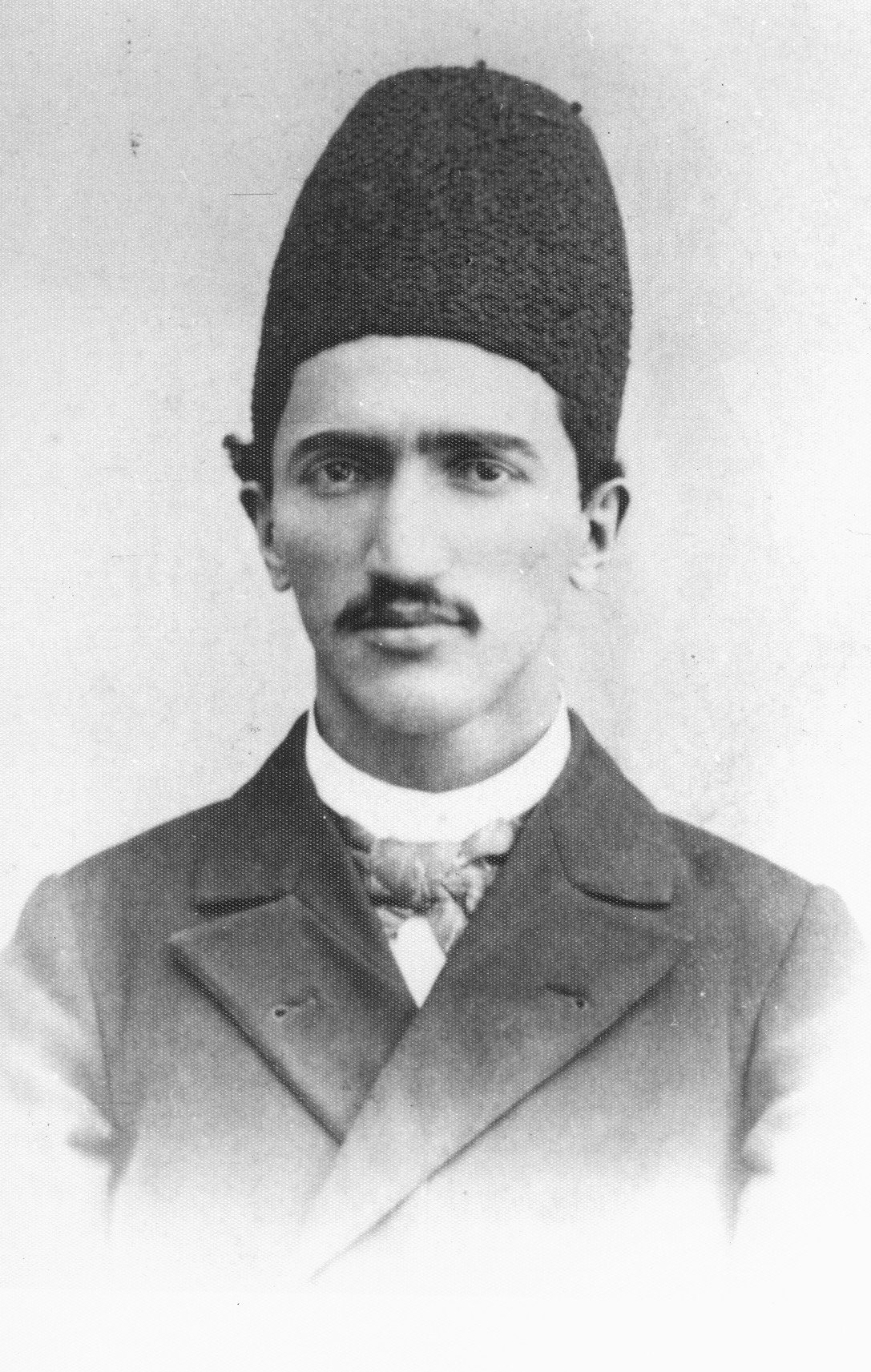
Yussef Etessami

Yussef Etessami oder Etessam-ol-molk (* 1874; † 1938) war ein iranischer Journalist, Beamter, Verleger, Übersetzer und Autor.
Sein Vater Ebrahim stammte aus Ashtian und war Leiter des Finanzwesens der iranischen Provinz Aserbaidschan. Yussef war der ältere Bruder des Architekten und Malers Abolhassan Etessami und Vater der Dichterin Parvin Etessami.
In den 1890er Jahren gründete Yussef Etessami das erste typographische Verlagshaus in Täbris. Von 1909 bis 1912 war er Mitglied des iranischen Parlaments oder Madschles. 1910 gründete er die Zeitschrift Bahar (Der Frühling). Zu verschiedenen Zeiten diente er im Bildungsministerium und stand den Königlichen und Madschles-Bibliotheken vor.
Das Bahar erschien als 64-seitige monatliche Zeitschrift in den Jahren 1910–11 und 1921–22. Wie in der ersten Ausgabe mitgeteilt wurde, war die Aufgabe des Blatts Bahar  “ … den fachlich gebildeten Lesern ein Forum für verschiedene bedeutende Themen von wissenschaftlichem, literarischem, ethischem, historischem und künstlerischem Interesse zu bieten, und der Öffentlichkeit wertvolle Informationen näher zu bringen.” Die meisten Beiträge wurden von Yussef Etessami geschrieben oder übersetzt, und ein Großteil war der westlichen Kultur gewidmet. Bahar erschien Edward Granville Browne (1928, 489) “sehr modern und europäisch im Ton;” und in der Encyclopaedia Iranica weist Heschmat Moayyad auf die „liberale und humanistische“ Einstellung hin.
Außer den Beiträgen in Bahar, fertigte Yussef Etessami rund vierzig Bände mit Übersetzungen an. Insbesondere zu erwähnen sind einige persische Übersetzungen von Qasim Amins Tahrir al-Mara, Les Misérables von Victor Hugo, und Kabale und Liebe von Friedrich Schiller. Er ist ferner Autor eines Kommentars in arabischer Sprache von Abolqassem al-Zamakhsharis Atwaq ad-Dahab sowie eines dreibändigen Katalogs mit Manuskripten in der Madschles Bibliothek.